# Hrabstwo Keokuk

Piramida wieku hrabstwa

Hrabstwo Keokuk – hrabstwo położone w USA w stanie Iowa z siedzibą w mieście Sigourney. Założone w 1843 roku.

## Miasta
| - Delta - Gibson - Harper - Hayesville | - Hedrick - Keota - Keswick - Kinross | - Martinsburg - Ollie - Richland - Sigourney | - South English - Thornburg - Webster - What Cheer |

## Drogi główne
- Iowa Highway 1
- Iowa Highway 21
- Iowa Highway 22
- Iowa Highway 78
- Iowa Highway 92
- Iowa Highway 149

## Sąsiednie Hrabstwa
- Hrabstwo Poweshiek
- Hrabstwo Iowa
- Hrabstwo Washington
- Hrabstwo Jefferson
- Hrabstwo Wapello
- Hrabstwo Mahaska